# BMP8A
La proteína morfogenética ósea 8A (BMP8A) es una proteína que en los humanos está codificada por el gen BMP8A. 
BMP8A es un polipéptido miembro de la superfamilia de proteínas TGFβ. Al igual que otras proteínas morfogenéticas óseas (BMP), participa en el desarrollo de huesos y cartílagos. BMP8A puede estar implicada en la osteogénesis epitelial. También juega un papel en la homeostasis ósea. Es un homodímero unido por puentes disulfuro.

## Otras lecturas
- Davila S, Froeling FE, Tan A (2010). «New genetic associations detected in a host response study to hepatitis B vaccine.». Genes Immun. 11 (3): 232-8. PMID 20237496. doi:10.1038/gene.2010.1.
- Strausberg RL, Feingold EA, Grouse LH (2002). «Generation and initial analysis of more than 15,000 full-length human and mouse cDNA sequences.». Proc. Natl. Acad. Sci. U.S.A. 99 (26): 16899-903. Bibcode:2002PNAS...9916899M. PMC 139241. PMID 12477932. doi:10.1073/pnas.242603899.
- Gregory SG, Barlow KF, McLay KE (2006). «The DNA sequence and biological annotation of human chromosome 1.». Nature 441 (7091): 315-21. Bibcode:2006Natur.441..315G. PMID 16710414. doi:10.1038/nature04727.
- Ota T, Suzuki Y, Nishikawa T (2004). «Complete sequencing and characterization of 21,243 full-length human cDNAs.». Nat. Genet. 36 (1): 40-5. PMID 14702039. doi:10.1038/ng1285.

- Datos: Q14903775